# Faurea argentea
Faurea argentea är en tvåhjärtbladig växtart som beskrevs av Hutchinson. Faurea argentea ingår i släktet Faurea och familjen Proteaceae. Inga underarter finns listade i Catalogue of Life.